# 有絲分裂

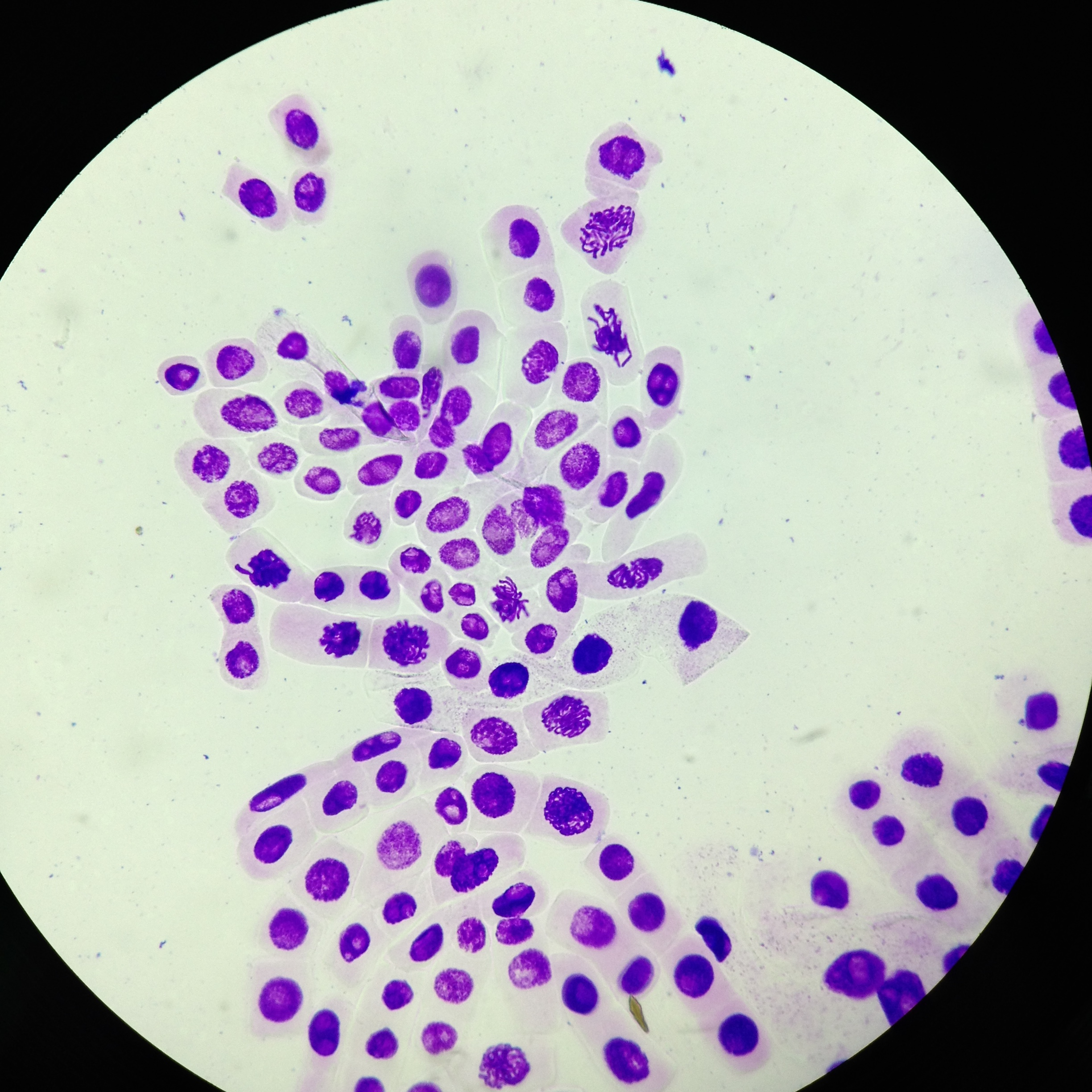
經鹽酸解離、改良苯酚品紅染色的大蒜根尖細胞，從圖中可見處於有絲分裂各個階段的細胞

动物细胞的有丝分裂过程

動物細胞的有絲分裂過程

有丝分裂分离细胞核中染色体。

有丝分裂（英語：mitosis）是真核细胞将其细胞核中染色体分配到两个子核之中的过程。细胞核分裂后通常伴随着细胞质分裂，将细胞质、细胞器与细胞膜等细胞结构均等分配至子细胞中。有丝分裂与细胞质分裂被定义为细胞周期的分裂期，或M期；该过程产生两个与母细胞基因相同的子细胞。这个过程一般约占整个细胞周期的10％。
仅真核细胞可以进行有丝分裂，其过程在物种之间有所不同。例如，动物细胞进行“开放式”有丝分裂，核膜在染色体分裂前破裂。真菌则进行“封闭”式有丝分裂，在完整核膜中染色体即完成了向两个子核的分裂。原核细胞由于没有细胞核，只进行二分裂。
有丝分裂过程具有高度的复杂性和规律性。中间的事件被分为几个互相前后联系的时期。这些阶段分别为间期、前期、前中期、中期、后期、末期。間期時，染色體會複製以進行後續的有絲分裂。在有丝分裂期間，染色质形成染色体对，并被一种叫做纺锤丝的微管牵引，将姊妹染色单体拖至细胞两极。之后细胞进入细胞质分裂，产生两个基因组成相同的细胞。
因为细胞质分裂通常发生于有丝分裂之后，因此“有丝分裂”常常与“有丝分裂期”交替使用。但是，有细胞分开进行有丝分裂和染色体分裂，形成具有多核的细胞。通常真菌和黏菌有此特征，但动物也可分开进行有丝分裂和细胞质分裂，比如果蝇胚胎發育。
有丝分裂中的错误会因细胞凋亡杀死该细胞，或导致突变而致癌。

## 概述
有丝分裂是将母细胞基因组平均分配到两个子细胞中。基因组由特定数目染色体组成。因为子细胞是母细胞的複製體，在有丝分裂前母细胞必须复制自己的所有染色体。DNA复制过程发生于有丝分裂期前分裂间期的S期。
在DNA复制结束后，每对染色体包含一对相同的备份，被称为姊妹染色单体。两个姊妹染色单体之间由染色体上的着丝粒相互连接。单独的姊妹染色单体并不能称为染色体，染色体通常含有一对姊妹染色单体。
染色體在赤道板上排成直線，微管雙细細胞两极发出并开始收缩，将每一染色体上的姊妹染色单体拉开。姊妹染色单体此时分离为两个染色体，故被称为姊妹染色体。在着丝点分裂后，随着细胞的延长，成对的姊妹染色体（由原来的同一个染色体分裂形成）被分别拉至细胞的两极。核膜将分别在两组染色体周围生成。
在有丝分裂完成后，细胞质分裂将开始。动物细胞在分裂沟附近缢裂，将细胞分为两个子细胞。植物细胞细胞质分裂后，两子细胞将重新生成细胞壁。最后，母细胞被一分为二，生成了两个带有相同基因组的子细胞。
原核细胞进行类似于有丝分裂的二分裂。因为原核细胞缺少细胞核，原核细胞不进行细胞质分裂。
- 前期: 上述两个细胞核圆形物体是中心体。染色质正在凝聚。
- 前中期: 核膜降解。微管已经进入核周围并可连接动粒，也可与相反极性微管相互作用。
- 中期: 染色体在赤道板上排列。
- 早后期: 动粒微管缩短。
- 末期: 核膜重新生成并包裹染色体。胞质分裂开始。

## 细胞周期与有丝分裂的分期

### 间期

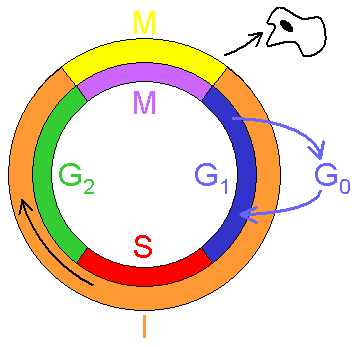
细胞周期

有丝分裂期仅占细胞周期的一小部分，与更长的间期交替发生。细胞在间期中为细胞分裂做准备，故不是有丝分裂期的一部分。间期又分为G1期、S期和G2期。在这三个子分期中，细胞合成蛋白质、复制细胞器。染色体仅在S期合成。因此，细胞在G1期生长，在S期复制染色体，在G2期准备进行有丝分裂。最后在M期分裂并重新开始新一轮细胞周期。

### 早前期
有丝分裂早前期仅存在于植物中，在高度液泡化的植物细胞中，细胞核必须在有丝分裂开始前移动至细胞中央。植物细胞通过形成成膜粒来分隔大液泡。成膜粒是一层由细胞质形成的横板，其能沿细胞未来分裂的方向将细胞分为两部分。早前期以微管与肌动蛋白丝组成的环为特征，此环又称为早前期环，该结构产生于细胞未来将会一分为二的位置。早前期环在核膜裂解和前中期纺锤体形成后消失。
高等植物细胞如开花植物没有中心体，微管在核膜上形成纺锤丝并在核膜裂解后由染色体本身与微丝组成纺锤体。

### 前期
核中遗传物质通常为松散线性染色质。在前期开始后，染色质开始浓缩为结构高度有序的染色体。由于遗传物质已在S期复制，折叠后的染色体具有一对姐妹染色单体，两染色单体之间以着丝粒相连。此时染色体一般在高倍光学显微镜下可见。
在动物细胞的细胞核附近有一对中心粒组成中心体，中心体是微管组织中心。细胞在有丝分裂开始时具有两个中心体，在细胞分裂后分别分配至两个子细胞中。两中心体通过组装可溶性微管蛋白使微管形成纺锤体。分子马达蛋白稍后将两中心体沿微管拉至细胞两极。虽然中心粒可以帮助微管组装，但由于植物不具备中心粒且有丝分裂不一定需要中心体，故中心体对纺锤体形成并不重要。

### 前中期
在大多数多细胞生物中进行开放式有丝分裂，此过程中核膜解体，微管进入核空间。真菌和部分原生生物如藻类或滴虫则进行封闭式有丝分裂。这些细胞或可在核内形成纺锤体，或其微管可穿透完整核膜。
每个染色体在着丝点处形成两个动粒，每个动粒连接一个染色单体。动粒具有复杂的环状蛋白质结构以供微管连接染色体。虽然动粒的结构和功能尚未被完全理解，但目前发现动粒包含分子马达结构。当微管接触到动粒之后，分子马达从ATP水解中获得能量以“爬”上连接中心体的微管。动粒的分子马达活动与微管组装与分裂为分离染色体提供了必要的能量。

### 中期

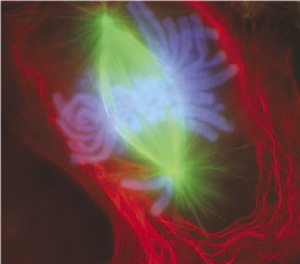
在晚中期的细胞，几乎所有染色体（蓝色）到达赤道板

当微管在前中期与动粒结合后，染色体在极微管和动粒微管的相互作用下移动到细胞中部的假想平面赤道板上。相对动粒产生的拉力使染色体平均分配。一些特定的细胞中，染色体在两极之间随机前后移动，仅仅粗略地排布在赤道板两侧。中期的英文得名于希腊文[μετα] 错误：{{Lang}}：無法辨識代碼 gre（帮助），意为在后面。
因为彻底分离染色体需要每一个动粒依附于纺锤丝，因此有观点认为单独的动粒会产生一个信号以在所有染色体对齐之前阻止细胞进入后期。该信号产生纺锤体检查点。

### 后期
当每个动粒都附着在一团微管上且染色体在赤道板上排列时，细胞进入了后期。后期的英文来自希腊语，意为后面。后期有两个阶段：早后期或后期A中连接姊妹染色单体的蛋白质裂开使姐妹染色单体分离。姐妹染色单体已明显分离为姊妹染色体。缩短的动粒微管使姊妹染色体分开并向其所连接的中心体移动。晚后期或后期B中极微管变长，并使细胞两极间距变长。将两中心体以及附着的染色体分别拖至细胞两极。目前使中心体移动的拉力尚不可知，但目前有理论认为微管的反复组装和解体产生了此类运动。
后期结束时，细胞成功地将遗传信息的两份拷贝分配为两组。

### 末期

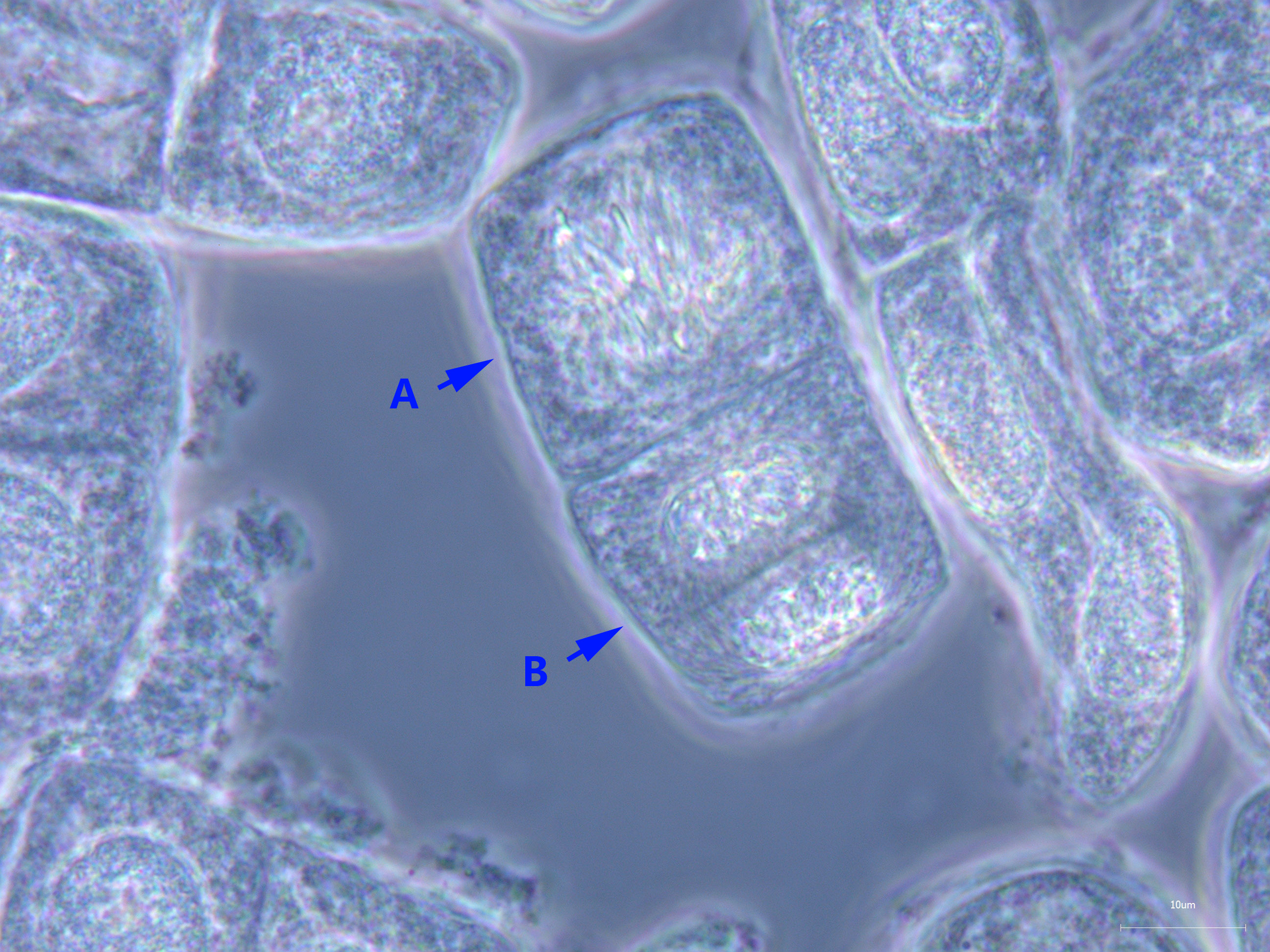
相衬显微镜观察的洋葱根尖细胞，经乙醇固定，盐酸解离。图中A细胞处于有丝分裂中期，可见染色体已经在赤道板上排列，B细胞处于有丝分裂末期，开始胞质分裂，可见细胞板已经生成。图片放大后可见微管结构

末期是前期和前中期事件的逆转，该阶段细胞“清理”有丝分裂的影响。末期中，极性微管持续变长，细胞也随之延长，对应的姊妹染色体分别被微管拉至细胞两端。核膜前小膜泡在染色体表面结合并互相融合，逐渐形成完整核膜。染色体此时解旋成为染色质并被新核膜包裹。有丝分裂至此结束，但细胞分裂尚未完成。
后期的英文名来自于希腊语，意为结束。

### 胞质分裂
胞质分裂常常被错误认为是末期的最后阶段，但是胞质分裂是与有丝分裂末期同时开始的独立过程。严格意义上说，胞质分裂甚至不是有丝分裂的一个阶段而是一个完成细胞分裂所必需的过程。动物细胞中，在原先赤道板所在位置上生成的分裂沟缢开两个子核。植物细胞中，高尔基体形成在成膜体中央生成细胞板，最终生成细胞壁并将两核分离。高尔基体发出囊泡，将微管运输至细胞中部，进而驱动动物细胞和植物细胞进行细胞分裂。成膜体是常见于高等植物细胞中的微管结构，而一些绿藻使用藻膜体微管群分割两个细胞。每个子细胞得到一个完整的母细胞基因组拷贝。胞质分裂结束意味着M期结束。

## 重要性
有丝分裂对于染色体数量的维持有重要意义。通过有丝分裂生成的两个子核都拥有与母核数量相同的染色体。通常认为转录在有丝分裂时停止，但是表观遗传机制会调控细胞使对应基因的活性通过有丝分裂来传递。

## 核内再复制
核内再复制可被视为有丝分裂的一种，但该过程中细胞核和细胞并不分裂，因此核内再复制会在单独的核中产生多份相同的染色体拷贝。此时细胞为多倍体。巨核细胞可作为核内再复制的例子。

## 时间轴图片
可通过免疫荧光标记对正在有丝分裂的细胞染色而从显微镜下观察到有丝分裂过程。

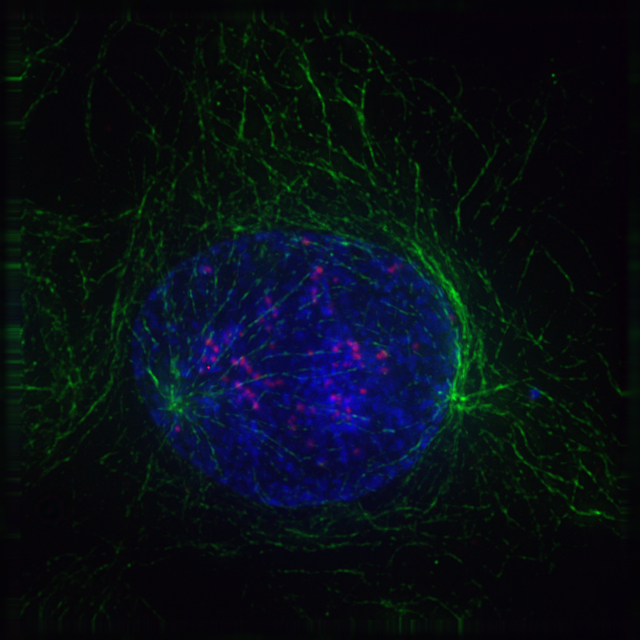
早前期： 非动粒微管（绿）在核周围形成了基质（蓝色）。绿色节状物为中心体。
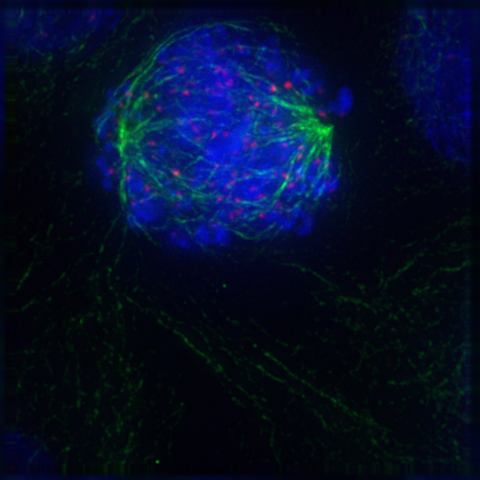
早前中期： 核膜解体，使刚刚形成的微管快速与染色体动粒相互作用。
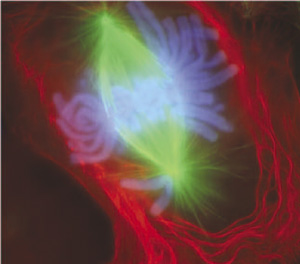
晚中期： 两中心体分别移至细胞两极并形成纺锤体，几乎所有染色体（蓝色）到达赤道板。
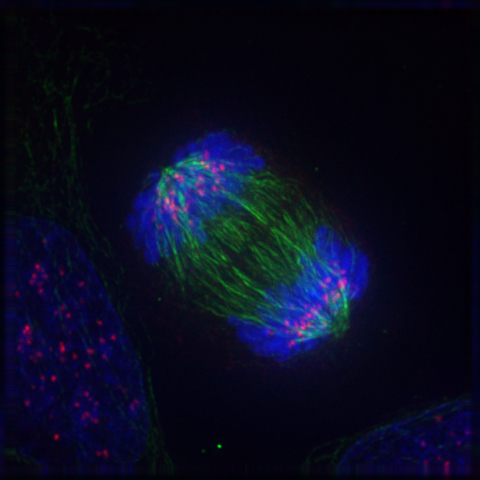
后期： 延长中的非动粒微管将两组染色体分离。

## 延伸阅读
- Morgan, David L. . London: Published by New Science Press in association with Oxford University Press. 2007. ISBN 0-9539181-2-2.
- Alberts B, Johnson A, Lewis J, Raff M, Roberts K, and Walter P. . Molecular Biology of the Cell. Garland Science. 2002  [2006-01-22].
- Campbell, N. and Reece, J. .  6th. San Francisco: Benjamin Cummings/Addison-Wesley. 2001-12: 217–224. ISBN 0-8053-6624-5.
- Cooper, G. . The Cell: A Molecular Approach. Sinaeur Associates, Inc. 2000  [2006-01-22]. （原始内容存档于2009-06-09）.
- Freeman, S. . . Upper Saddle River, NJ: Prentice Hall. 2002: 155–174. ISBN 0-13-081923-9.
- Lodish H, Berk A, Zipursky L, Matsudaira P, Baltimore D, Darnell J. . Molecular Cell Biology. W.H. Freeman. 2000  [2006-01-22]. （原始内容存档于2009-06-09）.